# Jalani Sidek
Jalani Sidek (Banting, 10 de novembro de 1963) é um ex-jogador de badminton malaio, medalhista olímpico, especialista em duplas.

## Carreira
Jalani Sidek representou seu país nos Jogos Olímpicos de Verão de 1992, conquistando a medalha de bronze, nas duplas em 1992, com a parceria de seu irmão Razif Sidek.